# Municipio de Union (condado de Bollinger)
El municipio de Union (en inglés: Union Township) es un municipio ubicado en el condado de Bollinger en el estado estadounidense de Misuri. En el año 2010 tenía una población de 1058 habitantes y una densidad poblacional de 7,17 personas por km².

## Geografía
El municipio de Union se encuentra ubicado en las coordenadas 37°32′49″N 90°4′6″O / 37.54694, -90.06833. Según la Oficina del Censo de los Estados Unidos, el municipio tiene una superficie total de 147.59 km², de la cual 147,47 km² corresponden a tierra firme y (0,08 %) 0,12 km² es agua.

## Demografía
Según el censo de 2010, había 1058 personas residiendo en el municipio de Union. La densidad de población era de 7,17 hab./km². De los 1058 habitantes, el municipio de Union estaba compuesto por el 96,03 % blancos, el 1,7 % eran afroamericanos, el 0,57 % eran amerindios, el 0,19 % eran asiáticos, el 0,19 % eran de otras razas y el 1,32 % eran de una mezcla de razas. Del total de la población el 0,28 % eran hispanos o latinos de cualquier raza.